# Adolph Wegelin
Adolph Wegelin (* 24. November 1810 in Kleve; † 18. Januar 1881 in Köln) war ein deutscher Architektur- und Landschaftsmaler der Düsseldorfer Schule.

## Leben

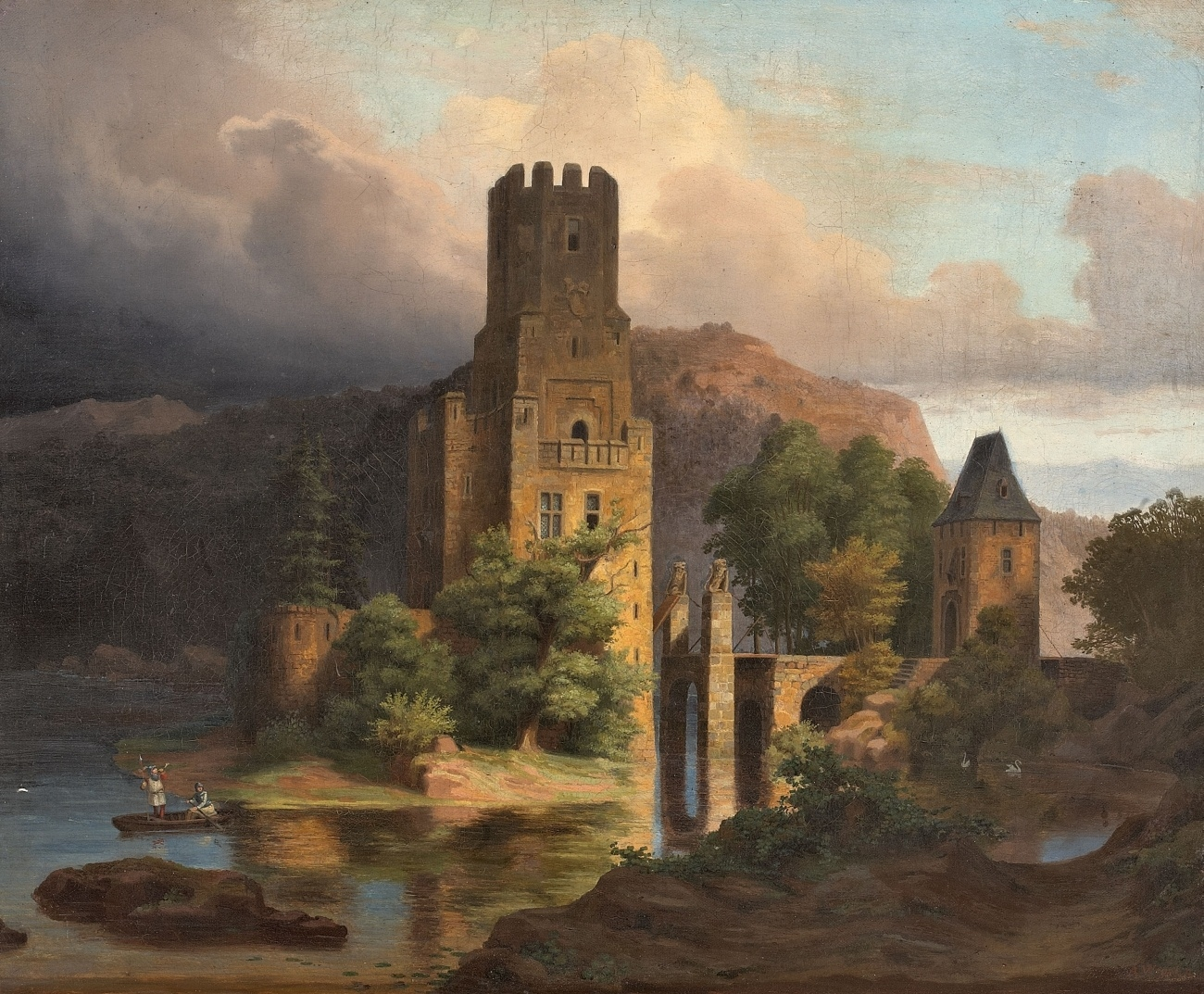
Wasserburg, Nachahmung des Landschaftsbildes Das Felsenschloss von Carl Friedrich Lessing

Adolph Wegelin studierte von 1828 bis 1832 an der Kunstakademie Düsseldorf, wo er sich in der Klasse von Johann Wilhelm Schirmer zunächst mit der Landschaftsmalerei beschäftigte. Bald wandte er sich der Architekturmalerei zu. Er widmete sich den mittelalterlichen Bauwerken und Stadtbildern im Rheinland und versuchte diese in ihrer Komplexität und architektonisch genau, in zahlreichen Gemälden wiederzugeben.
Seine Werke wurden erstmals 1831 und 1832 in Kunstausstellungen in Düsseldorf und Berlin der Öffentlichkeit präsentiert, wo sie großen Anklang fanden. 1835 reiste Adolph Wegelin nach Nürnberg und München, wo sein Kunstverständnis und sein Wissen über die Darstellung von Architektur von dem Mannheimer Künstler Friedrich Hoffstadt und der Münchner „Gesellschaft für deutsche Alterthumskunde zu den drei Schilden“ geprägt wurde.
1837 zog Wegelin nach Köln, wo er ab 1842, im dokumentarischen Auftrag des preußischen Königs Friedrich Wilhelm IV., Ölgemälde und Aquarelle von den mittelalterlichen Profanbauten und den Kölner Kirchen anfertigte, teilweise nach Zeichnungen von Thomas Cranz. Später wurde Adolph Wegelin zum königlichen Hofmaler der Königin Elisabeth ernannt. Er malte für die königliche Sammlung auch verschiedene Motive aus den Niederlanden und Belgien. Als Kunstreferent der Kölnischen Zeitung nahm er Einfluss auf das Kunstleben.
1846 stellte er für Königin Victoria von England eine Mappe seiner Aquarelle von Schloss Augustusburg in Brühl, zur Erinnerung an ihren dortigen Staatsbesuch, zusammen.
Den im Bau befindlichen Kölner Dom malte Wegelin in zahlreichen Aquarellen. Er stellte für König Friedrich Wilhelm, auch unter Zuhilfenahme der Baupläne von Architekt Ernst Friedrich Zwirner, architektonische Details, sowie Ansichten des zukünftigen, damals noch nicht fertiggestellten, Innenraumes, dar.

## Galerie

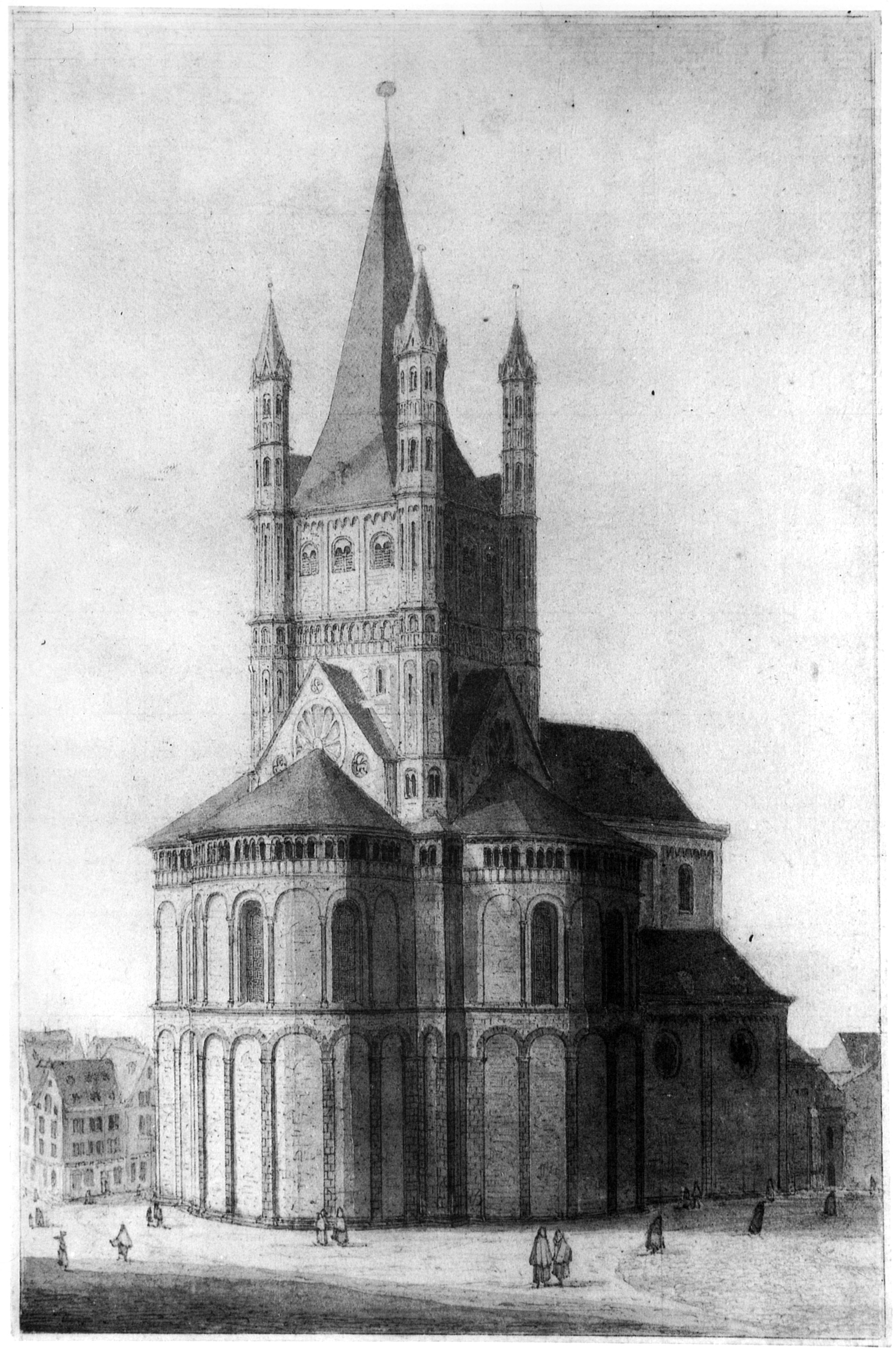
Außenansicht von Groß St. Martin in Köln
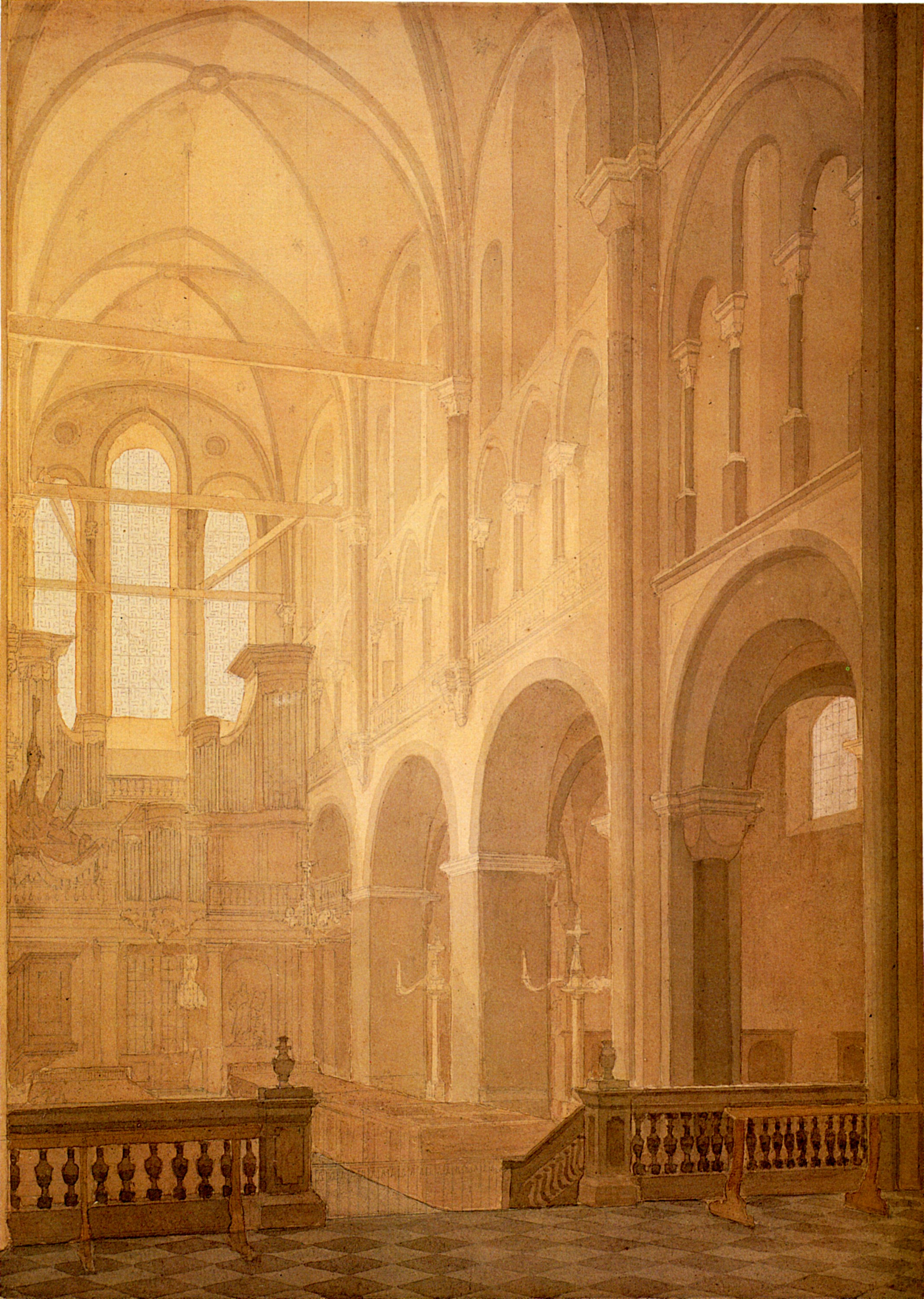
Innenansicht von  Groß St. Martin in Köln
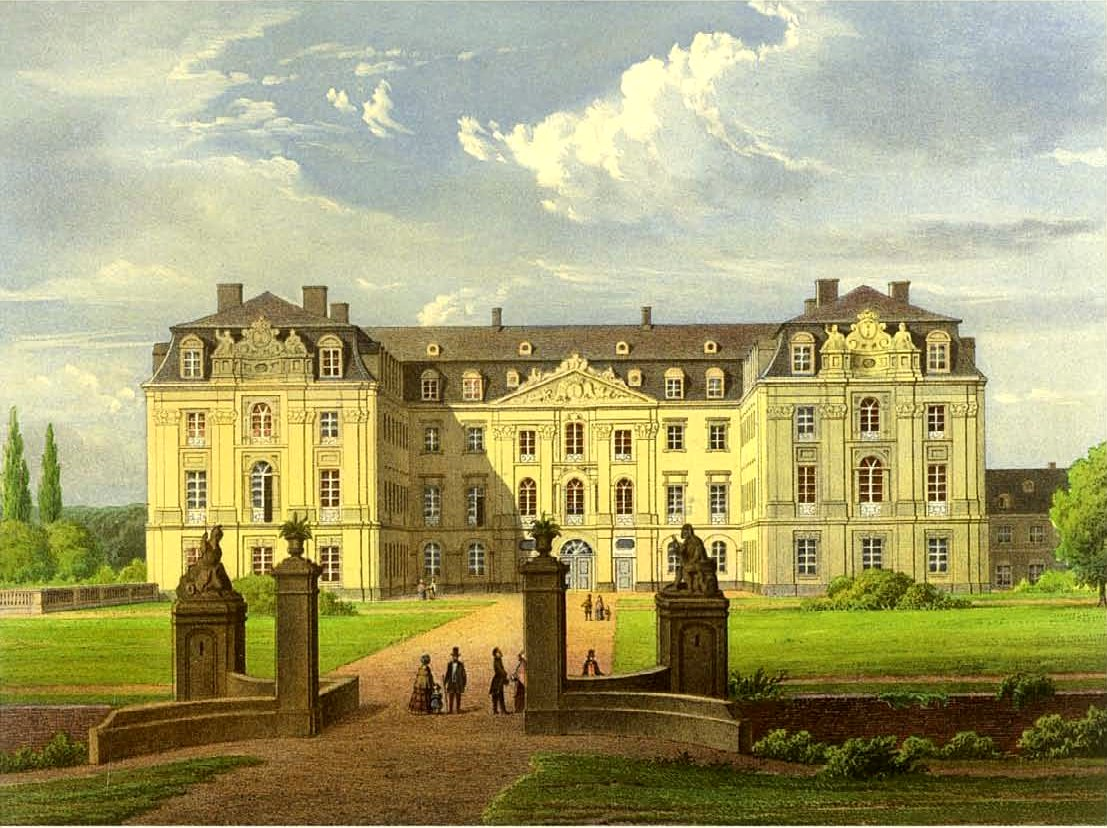
Schloss Augustusburg in Brühl
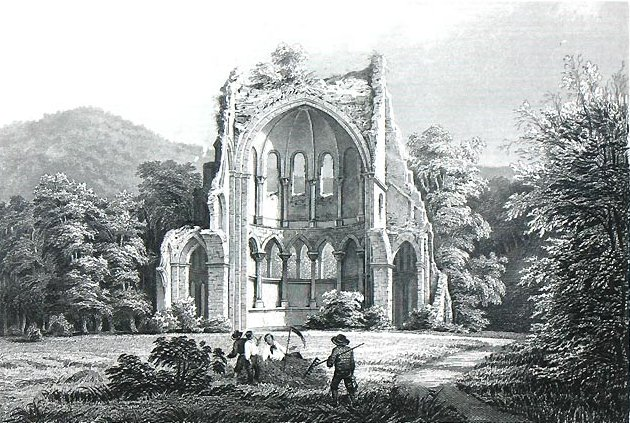
Chorruine Heisterbach
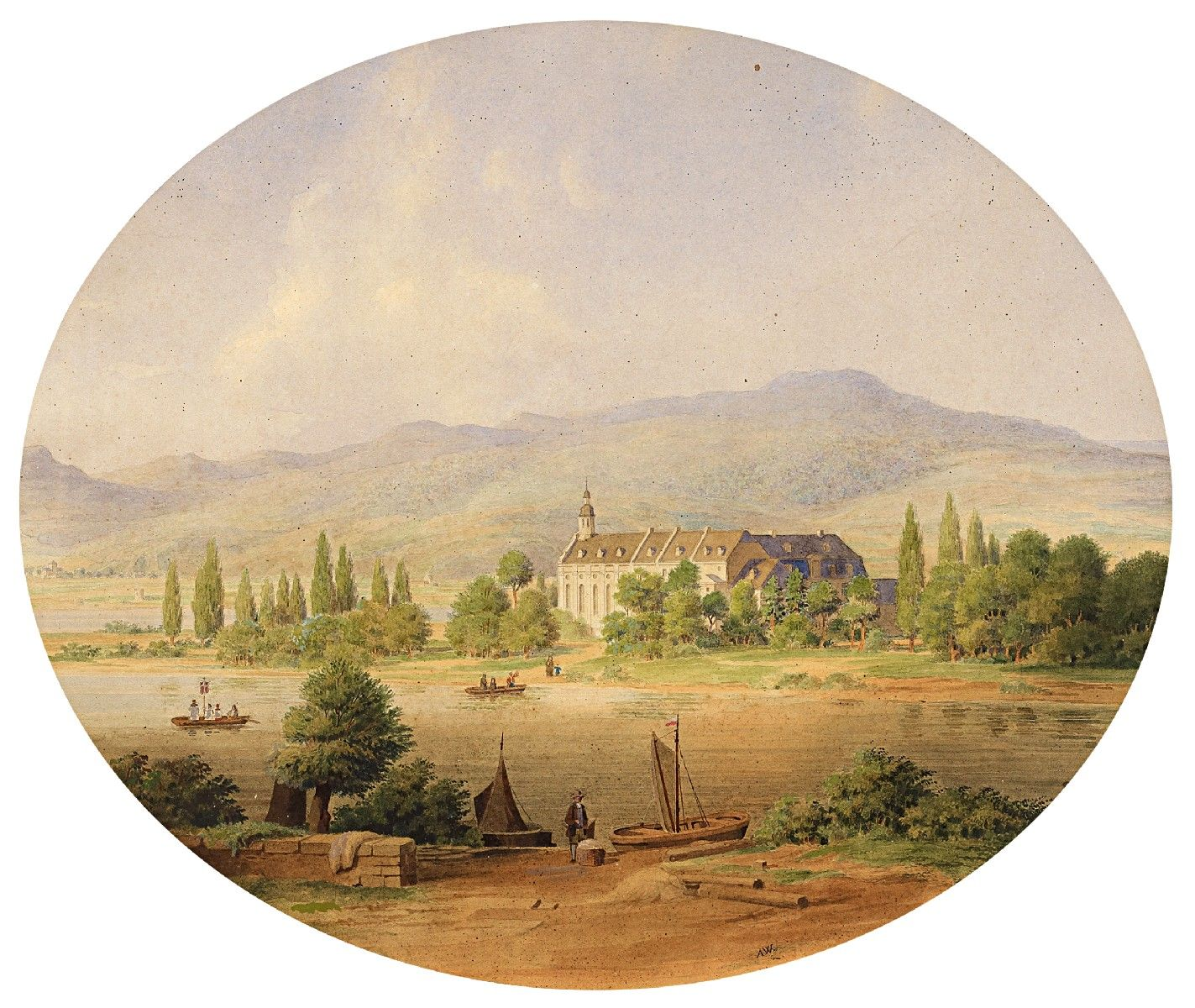
Kloster Nonnenwerth
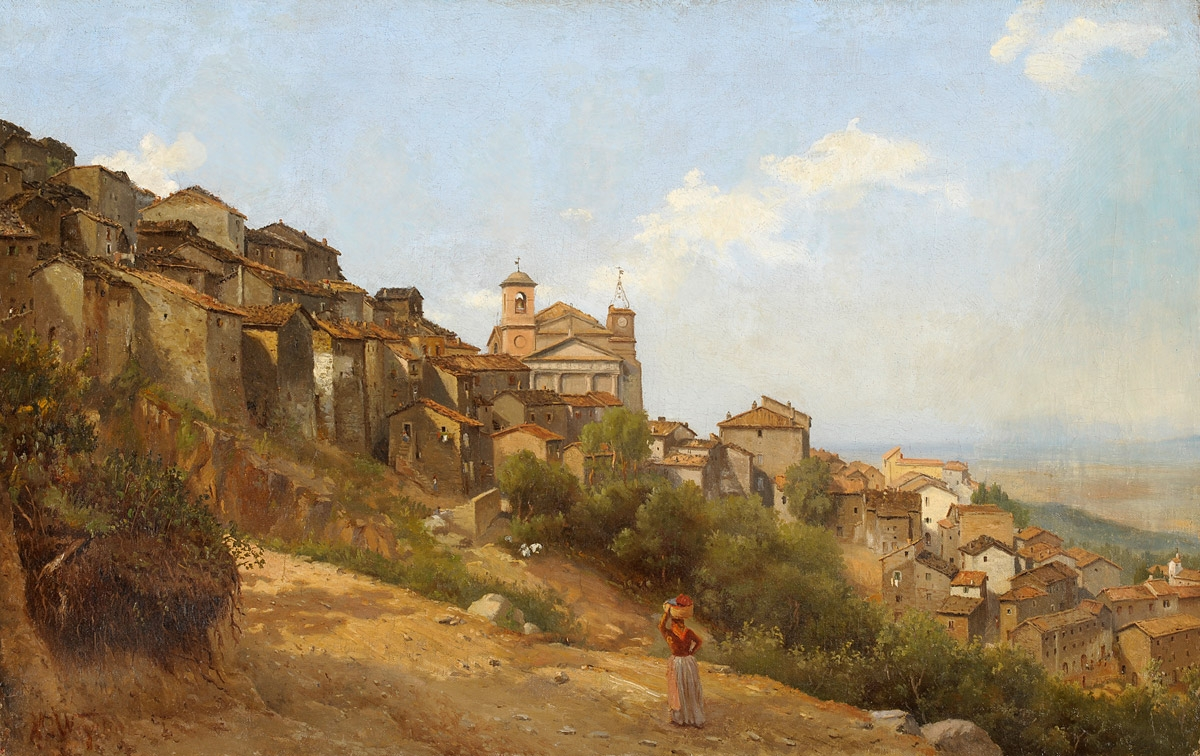
Süditalienisches Bergdorf